# Cerkiew św. Mikołaja w Rzymie
Cerkiew św. Mikołaja – prawosławna cerkiew w Rzymie, w jurysdykcji Rosyjskiego Kościoła Prawosławnego.

## Historia
Plan otwarcia cerkwi prawosławnej przy rosyjskiej ambasadzie w Rzymie został w 1803 zatwierdzony przez cara Aleksandra I. Do jego realizacji nie doszło z powodu zerwania stosunków dyplomatycznych między papiestwem a Rosją. Świątynia powstała dopiero w 1836, w budynku ambasady rosyjskiej i była kilkakrotnie przenoszona, podobnie jak siedziba ambasadora. Jurysdykcyjnie podlegała eparchii petersburskiej i nowogrodzkiej, jednak jej finansowanie zależało w pierwszej kolejności od ministerstwa spraw zagranicznych. W latach 1866–1870 cerkiew nie funkcjonowała z powodu kolejnego zerwania stosunków dyplomatycznych między papiestwem a Rosją.
Po rewolucji październikowej parafia prawosławna w Rzymie straciła pomieszczenie w budynku ambasady rosyjskiej (przemianowanej następnie na radziecką). Wyposażenie cerkwi przeniesiono w 1932 do nowej siedziby w pałacu przy ulicy Palestro, zapisanym parafii w testamencie przez księżną Marię Czernyszewą. Autorem projektu nowej cerkwi był P. Wołkoński. Cerkiew podlegała od 1922 do 1927 Zachodnioeuropejskiemu Egzarchatowi Rosyjskiego Kościoła Prawosławnego, następnie przeszła do Rosyjskiego Kościoła Prawosławnego poza granicami Rosji, zaś w 1985 – do Zachodnioeuropejskiego Egzarchatu Parafii Rosyjskich. Od 2000 ponownie należy do Patriarchatu Moskiewskiego; początkowo posiadała status cerkwi stauropigialnej, następnie (2019) weszła w skład Patriarszych parafii we Włoszech.